# Ющенко, Екатерина Логвиновна
Екатерина Логвиновна Ющенко (укр. Катерина Логвинівна Ющенко; в девичестве — Рвачёва; 8 декабря 1919, Чигирин, Киевская губерния — 15 августа 2001, Киев) — советская и украинская программистка и кибернетик, автор одного из первых в мире языков программирования высокого уровня («Адресного языка программирования» — 1955 г.), изобретательница непрямой адресации высших рангов — Указателей — Pointers. Член-корреспондент Национальной академии наук Украины (1979), почётный член Академии наук Молдавии (2001), дважды лауреатка Государственной премии УССР в области науки и техники (1978), лауреатка премии Совета Министров СССР, лауреатка премии имени В. М. Глушкова.

## Биография
Родилась в Чигирине в семье учителей. Брат — В. Л. Рвачёв. Екатерина Ющенко окончила Среднеазиатский университет в 1942 году. Работала во Львовском отделе теории вероятностей Института математики АН УССР (1946—1950), старшим научным сотрудником Института математики АН УССР (1950—1957), заведующей отделом Института кибернетики АН УССР (с 1957 года).

## Научная деятельность
Первые научные исследования в области теории вероятностей и математической статистики Екатерина Ющенко проводила в Львовском отделе Института математики под руководством академика Б. В. Гнеденко.
С 1950 года заведует лабораторией методов вычислений, которую вскоре переименовали в лабораторию вычислительных методов и программирования.
В 1951 году знакомится с командами МЭСМ, а с самого начала 1952 года разрабатывает программы для МЭСМ, в том числе для решения задач внешней баллистики для ракетно-космических комплексов, разработки планов производства, оптимизации прокладки высоковольтных линий электропередач на дальние расстояния (по всему СССР и другим социалистическим странам) и т. п.
Екатерина Ющенко становится первым в СССР доктором физико-математических наук, которому эта степень была присвоена за работы по программированию. Она предложила один из первых в мировой практике языков программирования — Адресный язык, конструкции которого вошли в состав современных языков.
Екатерина Логвиновна была в числе авторов (с Б. В. Гнеденко и В. С. Королюком) известной книги «Элементы программирования», написанная и изданная ограниченным тиражом в 1957 г., и переиздана большими тиражами в 1961 и 1963 годах, а также в переводе: в 1964 году в Румынии, ГДР, Венгрии, Польше, Югославии и Дании а 1969 году во Франции. Эта книга, наряду с первым официальным учебником в СССР А. И. Китова и Н. А. Криницкого «Электронные цифровые машины и программирование» (1959 г., второе издание в 1961 г.), получила большую известность в вузах страны.
Под её руководством и с непосредственным участием была создана серия инструментально-технологических комплексов. За работы в этой отрасли ей были присуждены две Государственные премии УССР и премия Совета Министров СССР, а за теоретические разработки в области компьютерной алгебры — академическая премия имени Глушкова. Также Е. Ющенко награждена Орденом княгини Ольги.
Е. Л. Ющенко получила 5 авторских свидетельств, ею разработано 14 Государственных стандартов СССР. Она является автором более 200 научных работ, в том числе 26 монографий, учебников и учебных пособий (более 40 с учётом переизданий), часть которых была переведена и издана в Германии, Чехии, Венгрии, Югославии, Франции, Дании и других станах.
Е. Ющенко подготовила 45 кандидатов и 11 докторов наук.
Была членом редколлегий журналов «Кибернетика и системный анализ» и «Проблемы программирования», членом Научного совета по проблеме «Кибернетика» НАН Украины, членом квалификационного совета по присуждению учёных степеней.

## Книги[11]
- Вычислительная машина «Киев»: математическое описание / В. М. Глушков, Е. Л. Ющенко. — К. : Техн. лит., 1962. — 183 с. Архивная копия от 18 августа 2021 на Wayback Machine
- Адресное программирование / Е. Л. Ющенко. — К. : Техн. лит., 1963. — 286 с.
- Программирующая программа с входным адресным языком для машины Урал−1 / Е. Л. Ющенко, Т. А. Гринченко. — К. : Наукова думка, 1964. — 107 с.
- Управляющая машина широкого назначения «Дніпро» и программирующая программа в ней / Е. Л. Ющенко, Б. Н. Малиновский, Г. А. Полищук, Э. К. Ядренко, А. И. Никитин. — К. : Наукова думка, 1964. — 280 с.